# (500374) 2012 TB55
(500374) 2012 TB55 es un asteroide perteneciente al cinturón de asteroides, descubierto el 6 de octubre de 2012 por el equipo del Spacewatch desde el Observatorio Nacional de Kitt Peak, Arizona, Estados Unidos.

## Designación y nombre
Designado provisionalmente como 2012 TB55.

## Características orbitales
2012 TB55 está situado a una distancia media del Sol de 3,095 ua, pudiendo alejarse hasta 3,637 ua y acercarse hasta 2,554 ua. Su excentricidad es 0,174 y la inclinación orbital 12,91 grados. Emplea 1989,41 días en completar una órbita alrededor del Sol.
Los próximos acercamientos a la órbita de Júpiter se producirán el 14 de abril de 2043, el 7 de marzo de 2104 y el 3 de febrero de 2114, entre otros.

## Características físicas
La magnitud absoluta de 2012 TB55 es 15,5.